# Апарйодс, Кристерс
Кри́стерс А́парйодс (латыш. Kristers Aparjods; род. 24 февраля 1998, Сигулда, Рижский район) — латвийский саночник, призёр Олимпийских игр, чемпионатов мира и Европы.

## Биография

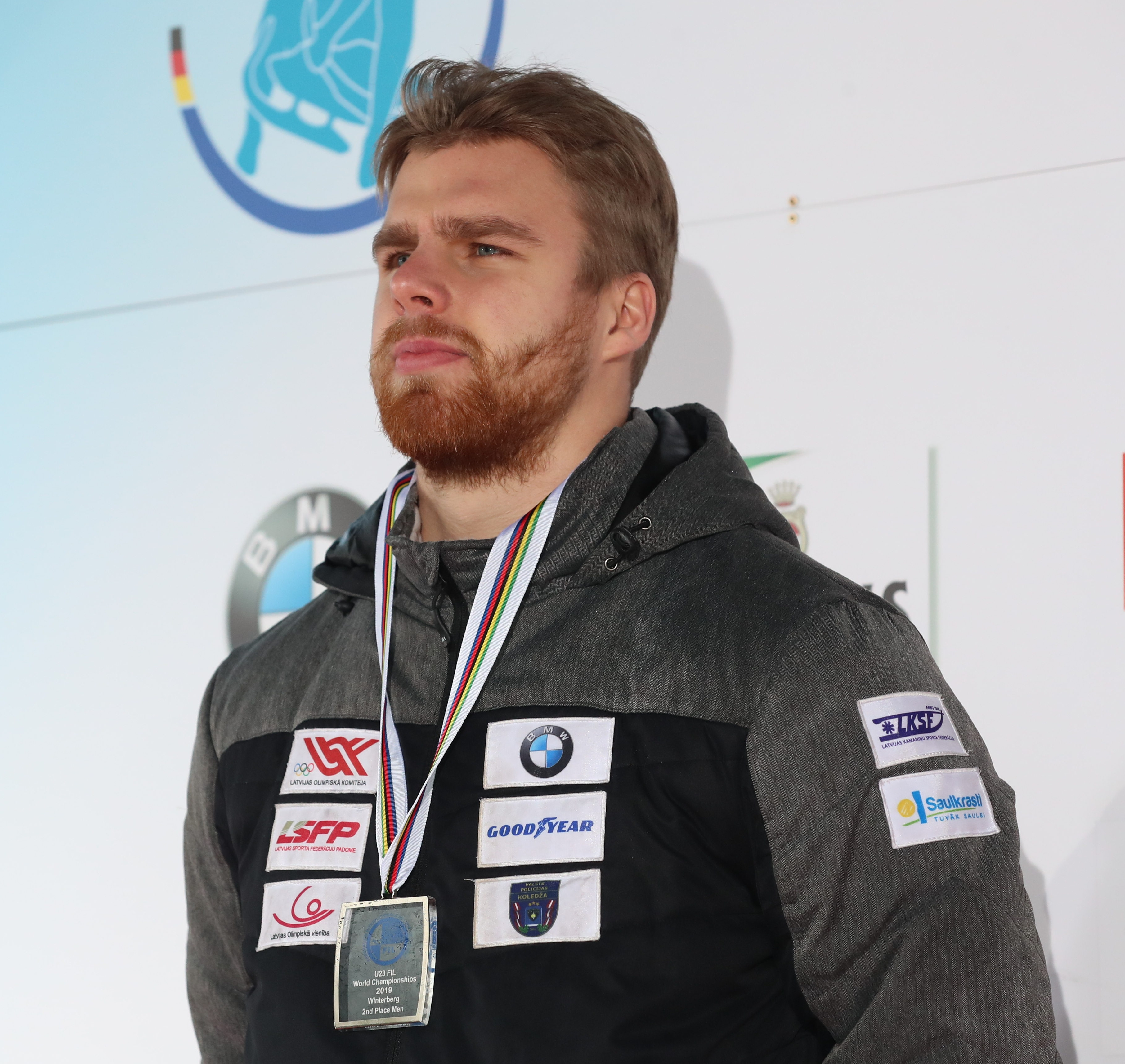
27 января 2019 года

Начал практиковаться в спорте с 8 лет, с 2013 года начал соревноваться за сборную Латвии в одиночных санях.
Отличился на различных молодёжных соревнованиях. Завоевал две золотые и одну серебряную медаль медали на юношеском чемпионате мира (в командных соревнованиях в Лиллехаммере 2015 и в одиночках в Сигулде 2017). Две серебряные медали и бронзовая медаль на молодёжном чемпионате Европы. Он также выиграл золото на юношеских Олимпийских играх в Лиллехаммере в 2016. Занял второе место в итоговом рейтинге молодёжного зачёта Кубка мира в 2015/16.
На высоком профессиональном уровне дебютировал на этапе Кубка мира 27 ноября 2016 года в Винтерберге, заняв 23-е место в одиночках. Первый подиум для него состоялся в эстафетных соревнованиях на этапе 19 февраля 2017 года в Пхенчхане. Свои первые соревнования он выиграл 13 января 2019 года в эстафете в Сигулде.
Принимал участие в зимних Олимпийских играх в Пхенчхане (2018), где занял 11-е место в одиночках и 7-е место в эстафете.
На чемпионате Европы 2019 года выиграл бронзовую медаль в одиночках.
В сезоне 2021/22 занял третье место в общем зачёте Кубка мира. В сезоне 2023/24 стал вторым в Кубке мира после немца Макса Лангенхана.